# Colonel Dinar
Pour les articles homonymes, voir Dinar (homonymie).
Colonel Dinar, nom de scène d'Abdelsalam Mahamat, né en 1987 à N'Djaména et mort assassiné le 18 février 2020 à Kousséri (Cameroun), est un comédien et humoriste tchadien.

## Biographie

### Carrière
Deuxième enfant de sa fratrie, Abdelsalam Mahamat arrête prématurément ses études alors qu'il se découvre un talent d'humoriste. Il suit alors des formations en théâtre et monte sur les planches à partir de 2008. Sa première « grande scène » a lieu à l'occasion d'un spectacle de Valery Ndongo à l’Institut français du Tchad en 2012. Admirateur de Jamel Debbouze, il entame alors une carrière dans l'humour, notamment sur la scène d’Africa stand up et du Parlement du rire où il pratique le one-man-show en mettant en scène un « colonel » caricaturalement nationaliste.
Il est marié et père de deux enfants.

### Assassinat
Le 18 février 2020, alors qu'il revient d'un spectacle à Kousséri (extrême-nord du Cameroun), deux personnes le poignardent à la tête et à la poitrine pendant qu'ils tentaient de lui dérober son téléphone mobile. Sa mort suscite de nombreuses réactions au Tchad, où Moussa Faki lui rend hommage en le qualifiant de « grand fils de la culture ». Ses obsèques ont lieu au cimetière de Lamadji, à N'Djaména, le 19 février 2020.